# Sæglópur
"Sæglópur" is een single/ep van de IJslandse rockband Sigur Rós. Het werd in Europa uitgebracht op 10 juli 2006 en was de tweede single van het album Takk.... Er werd een video gemaakt voor "Sæglópur", geregisseerd door Eva Maria Daniels en Sigur Rós zelf.

## Opnamen en uitgave
"Sæglópur" werd tijdens de sessies voor het album Takk... in 2004-2005 opgenomen. Sigur Rós kondigde de ep aan in januari 2006, toen de B-kant al was opgenomen. De uitgave stond oorspronkelijk gepland op 8 mei, maar door hernieuwd succes voor de vorige single "Hoppípolla", die in mei voor de tweede maal in de UK Singles Charts belandde, werd besloten nog even te wachten. Daarop werd de datum verplaatst naar 10 juli. De single bestaat uit twee delen: een cd met vier nummers en een dvd met de muziekvideo's van "Sæglópur", "Hoppípolla" en "Glósóli". De cd bevat naast "Sæglópur" ook een B-kant van 14 minuten, opgesplitst in drie delen. De titels van deze nummers komen uit de tekst van "Sæglópur".
De single werd in Europa op 10 juli 2006 door EMI Records uitgebracht. De Amerikaanse versie stond gepland voor 11 juli, maar dit werd later verplaatst naar 8 augustus vanwege problemen met het artwork. De single was vanaf 11 juli wel als download in iTunes verkrijgbaar. De fysieke uitgave werd gedistribueerd via The Worker's Institute. Een vinyl-versie verscheen ook in het Verenigd Koninkrijk en Ierland. Op 31 maart 2006 verscheen via Toshiba EMI in Japan al een 'enhanced'-versie van de single, genaamd Japan Only Tour EP. Deze uitgave bevatte niet de "Sæglópur"-muziekvideo, maar wel een vijfde nummer ("Hafsól").
"Sæglópur" werd door de BBC gebruikt voor trailers van hun verslag van Wimbledon 2006.

## Muziekvideo
In de muziekvideo is een vrouw te zien, die toekijkt hoe een kind een duik in het water neemt. Het kind, dat zich langzaam het steeds diepere water in beweegt, belandt in een zee waar veel dieren te zien zijn. Terwijl hij rustig rondzwemt, benadert hij ineens een onbekend beest met lange tentakels. Het beest grijpt het kind vast aan zijn enkel, maar hij weet te ontkomen. Nog steeds wordt hij achtervolgd, maar het kind weet te ontkomen door ergens te schuilen. Hij zwemt weer verder en komt onder andere een school vissen tegen. Even later volgt er een nieuwe confrontatie met het onbekende beest. Uit paniek zwemt het kind weg, maar raakt hij verstrikt in het zeewier en bij gebrek aan zuurstof raakt het kind buiten bewustzijn. Een duiker vindt hem, haalt hem uit het zeewier en brengt hem boven water. De vrouw rent op het kind af en neemt hem in haar handen.
De video werd geregisseerd door Sigur Rós, in samenwerking met Eva Maria Daniels van audiovisueel bedrijf The Mill. Het geheel werd in januari 2006 geschoten. De scènes van het kind werden opgenomen in een zwembad in IJsland. De rest van de visuele elementen werden door The Mill in de post-productie gecreëerd. Dit gebeurde in februari en maart. Zo werd het stuk waarbij een tentakel van het beest het kind vastgrijpt, eerst opgenomen met een stuk touw. Het beest en de tentakel werden later met 3D in het beeld geplaatst. Het idee van de video kwam van de bandleden, toen zij een tekening maakten van onderwaterdieren met donkere kleuren, waardoor er bijna silhouetten ontstonden.

## Nummers

### Origineel

#### Cd
1. "Sæglópur" - 7:39
2. "Refur" - 2:46
3. "Ó Fridur" - 4:48
4. "Kafari" - 6:06

#### Dvd
1. "Sæglópur" - 7:08
2. "Hoppípolla" - 4:29
3. "Glósóli" - 6:16

### Vinyl
1. "Sæglópur" - 8:00
2. "Refur" - 2:33
3. "Ó Fridur" - 4:44
4. "Kafari" - 6:00

### Japan Only Tour EP

#### Cd
1. "Sæglópur" - 8:11
2. "Refur" - 2:45
3. "Ó Fridur" - 4:47
4. "Kafari" - 6:10
5. "Hafsól" - 9:59

#### Dvd
1. "Hoppípolla" - 4:29
2. "Glósóli" - 6:16

### Promo
1. "Sæglópur" (edit) - 5:00
2. "Refur" - 2:46
3. "Ó Fridur" - 4:47
4. "Kafari" - 6:06

## Medewerkers
- Sigur Rós - productie, creatie
  - Jón Þór Birgisson - zang, gitaar, keyboard
  - Georg Hólm - basgitaar
  - Kjartan Sveinsson - keyboard
  - Orri Páll Dýrason - drums
- Ken Thomas - coproductie
- Graeme Durham - mastering vinyl-versie[9]

De video's van "Hoppípolla" en "Glósóli" zijn geregisseerd door Arni & Kinski.